# Liste der Werke Ludger Stühlmeyers

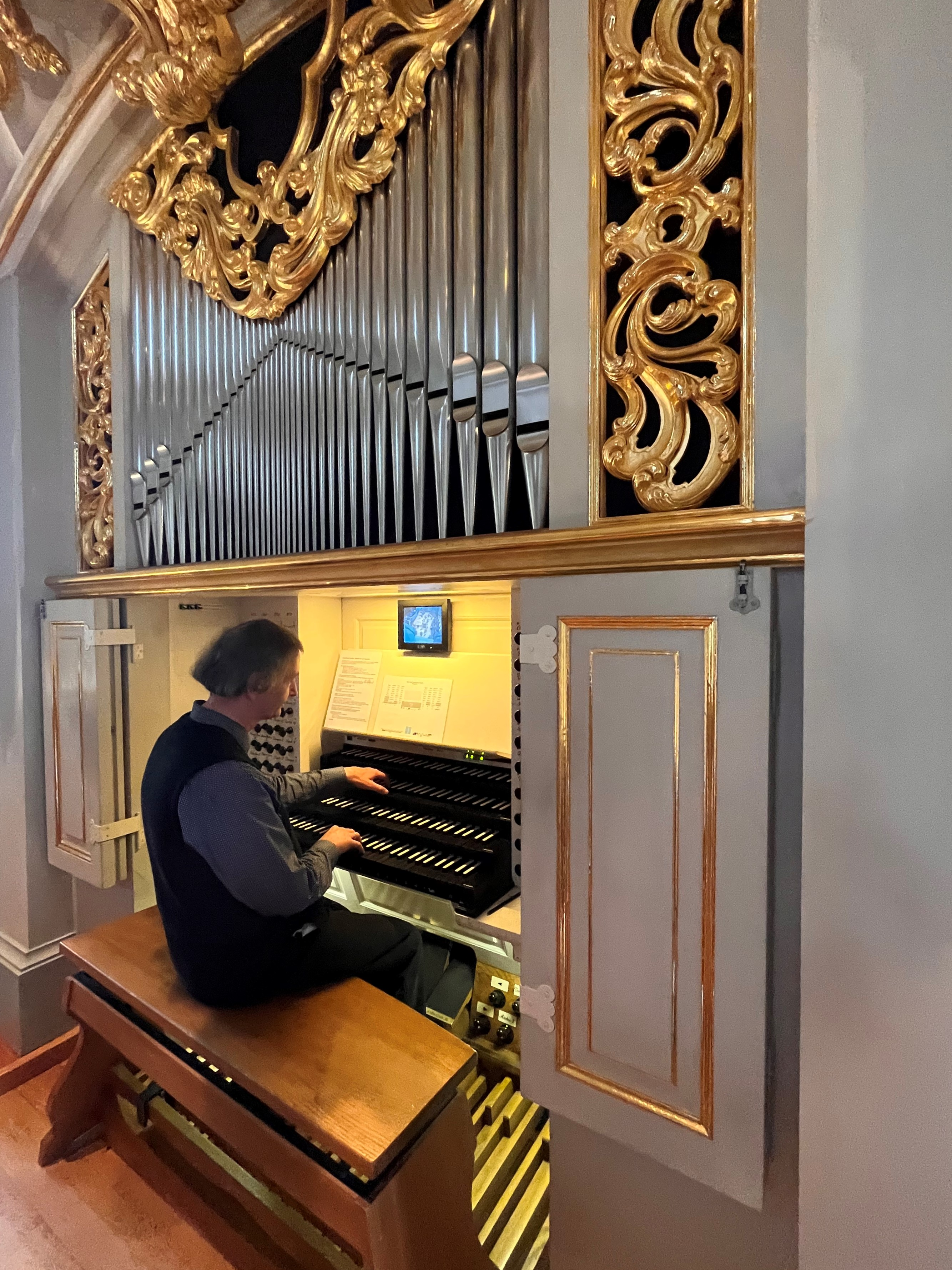
Ludger Stühlmeyer an der Orgel der Dresdner Frauenkirche (2022)

Der deutsche Komponist und Musikwissenschaftler Ludger Stühlmeyer (* 3. Oktober 1961) ist der Verfasser folgender Kompositionen und musikbezogener Schriften:

## Kompositionen

### Instrumentalwerke
- Quatre pièces pour Orgue. 2001. Prélude romantique, Caprice expressionique, Hymne impressionique, Fugue baroque für Orgel. Uraufführung im Rahmen der Tage Neuer Kirchenmusik Bayern im Oktober 2006. Äbtissin Clementia Killewald OSB gewidmet. Caprice in: Visitenkarte Orgel. Zacharias Essen 2002, alle bei: Edition Musica Rinata Berlin 2013, ISMN 979-0-50235-058-1.
- Inventiones liberales. 2004. Für Klavier-Solo.
- Voluntary's for all Seasons. 2008. Für Klavier-Solo.
- Triosonate D-Dur. 2009. Für Flöte, Violine und Basso continuo.
- In dulci jubilo. Aus-Flüge für Querflöte-Solo. 2015. Auftragskomposition der Flötistin Anja Weinberger. Uraufführung: 9. Dezember 2015,  Augustinerkirche (Würzburg). Sonat-Verlag, Kleinmachnov 2015, ISMN 979-0-50254-034-0.
- Das ist der Tag, den Gott gemacht. 2016. Choralbearbeitung für Orgel.
- Komm, Heilger Geist, der leben schafft. 2016. Choralbearbeitung für Orgel. Nuntius Erzbischof Nikola Eterović gewidmet.
- Super flumina Babylonis [An den Wassern zu Babel]. 2019. Fantasie in vier Teilen für Orgel [Introduzione, Scontro, Elegie, Appassionato] nach einem Aquarell von Paul Klee.
- Der Weihnachtsstern. Eine sinfonische Dichtung. 2020. Auftragskomposition von Lorenzo Lucca, 1. Konzertmeister der Hofer Symphoniker.
- Una rosa : Fantasie in vier Teilen für Violine solo [Con anima, Intermezzo (Minuetto), Adagio, Allegro assai]. 2021. Lorenzo Lucca gewidmet. Uraufführung: Januar 2021, Erstaufführung Österreich: Linzer Dom, 9. Januar 2022. Ries & Erler, Berlin 2021, ISMN M-013-00153-8.
- Brass-Voluntary. 2023. Fassung 1 für Bläserquartett, Fassung 2 für Trompete und Klavier/Orgel. Landesposaunenwart Helmut Friedrich zugeeignet. Uraufführung: Bansin 12. April 2023.
- kərūḇîm – cheroubím – muqarrabūn, Fantasie für Violine, Viola und Orgel (Andante grazioso, Adagio solennemente, Allegro ma non troppo, Andante cantabile, Allegro brillante, Cadenza vivace e rubato). 2023.

### Vokalwerke

#### Sologesang und Instrumente
- Tantum ergo sacramentum. 1991. Text: Thomas von Aquin. Für Gesang-Solo und Orgel.
- Wie Sonnenstrahl. 1999. Text: Michael Schönherr, aus: Zyklus Wagnis Leben. Dorsten 1995. Für Gesang-Solo und Orgel.
- Atme in mir. 2002. Text: Augustinus von Hippo. Für Gesang-Solo und Klavier/Orgel. Uraufführung: 27. April 2002, Stiftsbibliothek St. Gallen, im Rahmen der Veranstaltung: Augustinus, Afrikanitaet Universalitaet. Autograph Stiftsbibliothek St. Gallen.[2] Hans-Joachim Ignatzi gewidmet.
- Ave maris stella. 2004. Text: nach dem gleichnamigen Hymnus aus dem 9. Jh. Für Gesang-Solo, Flöte und Orgel. Uraufführung: 16. Mai 2004. Der litauischen Altistin Zenė Kružikaitė gewidmet, in: Ein Hofer Königspaar. Die Orgeln in St. Marien und St. Michaelis. Rondeau Production, Leipzig 2012.[3]
- Die Nacht ist vorgedrungen. 2005. Text: Jochen Klepper. Choralkantate für Gesang-Solo, Violine und Klavier/Orgel. Uraufführung: 20. Januar 2005. Für Bundespräsident Horst Köhler anlässlich des Staatsaktes am 20. Januar 2005.
- Das reine, weiße, klare Licht. 2006. Text: Marijke Koijck-de Bruijne, Übersetzung aus dem Niederländischen: Ludger Stühlmeyer. Für Gesang-Solo, Flöte und Klavier/Orgel, Uraufführung: 19. April 2006. Autograph im Vatikan. Papst Benedikt XVI. gewidmet.
- Adoro te devote. 2007. Text: Thomas von Aquin. Für Gesang-Solo, Flöte und Orgel. Uraufführung: 2. Mai 2007 in Radio Horeb. Erzbischof Karl Braun zugeeignet.
- O splendidissima gemma. 2012. Text: Hildegard von Bingen. Für Gesang-Solo und Orgel. Auftragskomposition anlässlich der Erhebung Hildegards von Bingen zur Kirchenlehrerin, in: Ein Hofer Königspaar. Die Orgeln in St. Marien und St. Michaelis. Rondeau Production, Leipzig 2012.
- Atem Gottes hauch mich an. 2013. Text: Dorothee Sölle. Für Gesang-Solo und Klavier/Orgel. Auftragswerk des Freundeskreises der Evangelischen Akademie Tutzing. Uraufführung: April 2013 im Rahmen einer Lesung mit Ursula Baltz-Otto zum 10. Todestag von Dorothee Sölle.
- Zum Engel der letzten Stunde. 2013. Text: Jean Paul. Für Alt-Solo, Violine und Orgel. Auftragskomposition der Stadt Hof. Uraufführung im Rahmen des Jean-Paul-Jubiläumsjahres, September 2013. Dem Komponisten Helge Jung gewidmet.
- Herr, nimm weg die Angst. 2014. Text: Friedrich Hofmann. Für Violine, Gesang-Solo und Klavier/Orgel. Uraufführung: Januar 2014.
- Im Meer der Fragen. 2014. Text: Friedrich Hofmann. Für Gesang-Solo, Violine und Orgel/Klavier. Uraufführung: Januar 2014.
- Ave Maria. 2016. Für Gesang-Solo und Klavier/Orgel. Uraufführung: 22. Mai 2016. Der Sopranistin Michéle Rödel gewidmet. Sonat-Verlag, Kleinmachnow 2016, ISMN 979-0-50254-085-2.
- Kreuzigen. 2017. Text: Dorothee Sölle. Für Gesang-Solo und Orgel. Uraufführung: 19. März 2017.
- Gott sei gelobet und gebenedeiet. 2017. Text: Martin Luther. Für Gesang-Solo und Klavier/Orgel. Auftragskomposition zum Lutherjahr. Uraufführung: Mai 2007.
- Den Erde, Meer und Firmament. 2017. Text: Hymnus aus dem Stundengebet 7./8. Jh. Fassung A für Sopran-Solo und Orgel. Erzbischof Karl Braun zum 87. Geburtstag zugeeignet. Uraufführung: 1. Januar 2018.

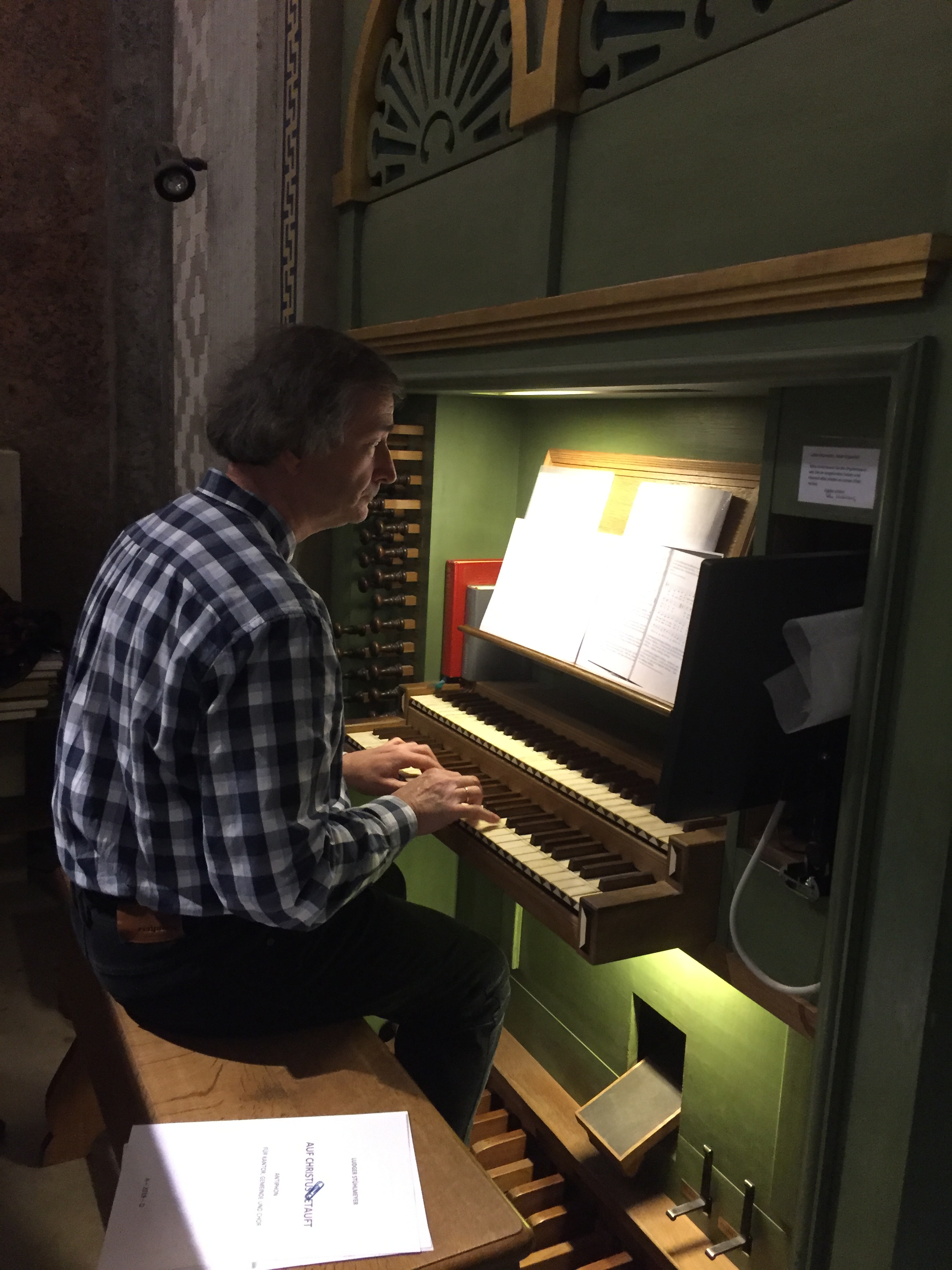
Ludger Stühlmeyer an der Orgel in Santa Maria dell’Anima in Rom bei Vorbereitungen für ein Konzert (2019)

- Choralfantasie über Es ist ein Ros entsprungen. 2018. Für Gesang-Solo und Klavier/Orgel. Der japanischen Sopranistin Aki Yamamura gewidmet. Uraufführung: 24. Dezember 2018.
- Who done it. 2019. Text: Lea Stühlmeyer. Ballade für Gesang-Solo, Violine und Klavier.
- Du religiniai eilėraščiai, Malda und Dievo meilė. 2020. Text: Maironis. Für Gesang-Solo und Orgel. Der litauischen Altistin Zenė Kružikaitė gewidmet.
- Zehn Choralfantasien zum Weihnachtsfestkreis. 2020. Für Sopran, Violine und Orgel. Der deutschsprachigen Kirche Santa Maria dell’Anima in Rom zugeeignet, de toto corde. Uraufführung: Dezember 2020. Ries & Erler, Berlin 2020, ISMN 979-0-50254-149-1.
- Schaut auf den seligen Bernhard. 2021. Für Sopran-Solo, Violine und Orgel. Anlässlich der Translation einer Reliquie des seligen Bernhard Lichtenberg in die Stadtkirche St. Marien. Uraufführung: Hof Juni 2021.
- „Der Schönheit heller Glanz“. 2022. Text: Dialog zwischen Dschalāl ad-Dīn Muhammad ar-Rūmī (جلال الدین محمد بن شيخ بهاء الدين محمد بن حسين الرومی), geb. 1207 in Balch/Afghanistan und Mechthild von Magdeburg, geb. 1207. Für Gesang-Solo Violine und Orgel.

#### Chor a cappella
- Magnificat. Den Herren will ich loben. 1979. Chorsatz SATB. In: Heinrichsblatt Nr. 33/34, Bamberg 13. August 2017, S. 15.
- Domine exaudi, orationem meam. 1986. Motette für Chor SATB.
- Wie neugeborene Kinder. 1988. Text: 1 Petr. 2,2–3 EU und Psalm 81,1. Für Chor SATB, in: Cantica nova. Zeitgenössische Chormusik für den Gottesdienst. Chorbuch des ACV, Regensburg 2012, ISBN 978-3-00-039887-2, Nr. 61.
- Caecilia famula tua. 1995. Motette für Chor SATB.
- Erstanden ist Christus Halleluja. 1997. Osterresponsorium für Chor SATB.
- Dein Geist weht, wo er will. 1999. Für Chor SATB.
- Vater Kolping. 2002. Chorsatz SATB. Der Kolpingfamilie Hof zugeeignet.
- Veni Creator Spiritus. 2011. Text: Rabanus Maurus. Motette für Chor SATB, in: Cantica nova. Zeitgenössische Chormusik für den Gottesdienst. Chorbuch des ACV, Regensburg 2012, ISBN 978-3-00-039887-2, Nr. 59.
- Erstanden ist Christus. 2012. Osterresponsorium für Chor SAM, in: Passauer Chorbuch, Bärenreiter-Verlag, Kassel 2012, ISMN 979-0-006-54215-4 (Suche im DNB-Portal), S. 57.
- Conditor alme siderum. 2012. Motette für Chor SAM, in: Passauer Chorbuch, Bärenreiter-Verlag, Kassel 2012, ISMN 979-0-006-54215-4 (Suche im DNB-Portal), S. 2f.
- Jubilatio. 2014. Motette für Chor SATB.
- Singt dem König Freudenpsalmen. 2014. Motette für Chor SATB. Uraufführung: 20. Dezember 2014, Kammerchor Wernigerode, in: Musica sacra, 134 Jg., Heft 1, Bärenreiter-Verlag, Kassel 2014 sowie Sonat-Verlag, Kleinmachnow 2015, ISMN 979-0-50254-002-9.
- Johannes-Passion. 2014. Für Gesang-Solo SATB und Chor SATB, Texte nach: Joh. 18,1–19,42. Uraufführung: Capella Mariana 18. April 2014 in Hof. Berliner Chormusik-Verlag Berlin, 2014, ISMN 979-0-50235-210-3.
- Hymn. 2017. Text nach einem Gedicht von Edgar Allan Poe. Motette für Chor a cappella SSAATTBB. Dem Kantor der Dresdener Frauenkirche Matthias Grünert zugeeignet.
- Ich will dem Durstigen geben. 2017. Text: Off. 21,6. Motette für Chor SATB.
- Eure Güte werde allen Menschen bekannt. 2018. Text: Phil 4,5 und Psalm 117. Chorsatz SATB. Weihbischof Friedrich Ostermann zum diamantenen Priesterjubiläum zugeeignet.
- Abendsegen. 2018. Text nach Johann Heinrich Voss (Str. 1), Ludger Stühlmeyer (Str. 2) und Jochen Klepper (Str. 3). Für Chor SATB. Erzbischof Karl Braun zum diamantenen Priesterjubiläum zugeeignet.
- Auf Christus getauft. 2019. Antiphon für Chor SATB. Bischof Franz-Peter Tebartz-van Elst zugeeignet. Uraufführung: Vatikanstadt November 2019. In: Auf Christus getauft. Mit einem Vorwort von Kardinal Paul Josef Cordes, Butzon & Bercker, Kevelaer 2019, ISBN 978-3-7666-2488-8, S. 19–21.
- Gib Frieden, Gott, zu unsrer Zeit. 2020. Motette für Chor SATB. Text: Detlev Block. Der Friedensstadt Osnabrück zugeeignet. Ries & Erler/Edition Sonat, Berlin 2022, ISMN 979-0-50254-154-5.[4]

#### Chor und Instrumente
- Mache dich auf, werde licht. 1989. Adventskantate für Kinderchor, Gesang-Solo, Sprecher und Instrumente. Auszug in: Kommt wir gehen nach Bethlehem. Deutsches Liturgisches Institut (Herausgeber): Trier 1996.
- Messe für Mini's. 1989. Messe für Kinderchor und Instrumente.
- Jesus in Galiläa. 1990. Kantate für Kinderchor, Gesang-Solo, Sprecher und Instrumente.
- Komm herab, o du Heiliger Geist. 1991. Text: nach der Pfingstsequenz. Für Chor SATB, Soloinstrument und Klavier/Orgel, in: Liederheft des Musikalischen Pfingsttreffens, Jugendmusikfestival im Marstall Clemenswerth 1992, sowie in: Heinrichsblatt Nr. 20, 19. Mai 2013, Pfingstspezial S. 7.
- Lobe den Herren. 1991. Kantate für Kinderchor, Gesang-Solo, Sprecher und Instrumente.
- Das Herz aus Brot. 1993. Eine musikalische Erzählung für Kinderchor, Sprecher und Instrumente.
- Kommt, wir feiern ein Fest. 1995. Messe für Kinderchor und Instrumente.
- Paulinchen, die Spinne. 1997. Singspiel für Kinderchor, Gesang-Solo, Sprecher und Instrumente. Autograph im Herder Verlagsarchiv.
- Halleluja + Vers – Adventszeit. 1997. Für Chor SATB, Gemeinde und Orgel.
- Responsorium – Fastenzeit. 1997. Für Chor SATB, Gemeinde und Orgel.
- Halleluja + Vers – Zeit im Jahreskreis. 1997. Für Chor SATB, Gemeinde und Orgel.
- Halleluja + Vers – Eucharistie. 1997. Für Chor SATB, Gemeinde und Orgel.
- Responsorium – Fronleichnam. 1997. Für Chor SATB, Gemeinde und Orgel.
- Halleluja + Vers – Erscheinung des Herrn. 1998. Für Chor SATB, Gemeinde und Orgel.
- Halleluja + Vers – Ostern. 1998. Für Chor SATB, Gemeinde und Orgel.
- Kyrie-Ruf – Weihnachtszeit. 1998. Für Chor SATB, Gemeinde und Orgel.
- Halleluja + Vers – Weihnachten. 1998. Für Chor SATB, Gemeinde und Orgel.
- Sehnsucht. 1999. Text: Michael Schönherr, aus: Zyklus Wagnis Leben. Dorsten 1995. Für Chor (SATB), Flöte und Orgel. Uraufführung: 12. November 2000, ZDF. In: Musica sacra, 132. Jg., Heft 6, Bärenreiter-Verlag Kassel 2012, Notenbeigabe S. 21–23.
- Spiritual-Messe. 1999. Messe für Gesang-Solo, Chor SATB und Instrumente. Uraufführung: 7. Oktober 1999, Diözesantag der Dekanatsräte des Erzbistums Bamberg.
- Wer glaubt kann widerstehn. 1999. Bernhard-Lichtenberg-Kantate, für Sprecher, Gesang-Solo, Chor SATB und Instrumente. Uraufführung: 31. Oktober 1999, ZDF, Konzertchor der Hofer Symphoniker, Leitung: Gottfried Hoffmann.
- Wir bauen unsre Kirche neu. 2002. Neues Geistliches Lied, Text: Rolf Krenzer. Für Singstimme, Chor SATB, Soloinstrument und Klavier/Orgel, in: Musica sacra, 132. Jg., Heft 4, Bärenreiter-Verlag Kassel 2012, Notenbeigabe S. 13–15, ISSN 0179-356X.
- Hofer Christkindlmesse (Kyrie, Gloria, Credo, Sanctus, Agnus Dei, Communio). 2004. Ordinarium für Violine, Flöte, Chor SATB und Orgel.
- Amen-Ruf. 2005. Für Gesang-Solo, Chor SATB und Orgel, in: Musica sacra, 126. Jg., Heft 1,  Bärenreiter-Verlag, Kassel 2006, Notenbeigabe, ISSN 0179-356X
- Die Legende von dem Esel Antonio. 2005. Text: Ruth Büssenschütt. Ein Weihnachts-Singspiel für Kinderchor, Gesang-Solo, Sprecher und Instrumente.
- Reise zu Franziskus. 2006. Singspiel für Kinderchor, Gesang-Solo, Sprecher und Instrumente.
- Transfiguration. 2010. Text nach Lk 9,28–36 EU. Motette für Gesang-Solo, Chor (SATB) und Orgel.
- Nun danket alle Gott. 2012. Text: Martin Rinckart. Choralkantate für Chor SATB, Trompete und Orgel.
- Sehnsucht nach dem ganz Anderen. 2013. Text: Eugen Eckert. Für Chor (SATB), Soloinstrument und Klavier/Orgel  Uraufführung: 21. Dezember 2013, Extra-Radio, in: Karfunkel Nr. 143, Waldmichelbach 2020, ISSN 0944-2677, S. 39. Fassung SSA in: Neue geistliche Literatur für Frauenchöre. Dehm Verlag, Limburg 2021, ISBN 978-3-943302-76-9, S. 28–29.
- Lulajże, Jezuniu. 2014. Für Bass-Solo, Chor SATB, Violine und Orgel. Wladimir Polatynski gewidmet.
- Der Herr, mein Hirt. 2015. Text: Detlev Block. Für Chor SATB und Orgel. Uraufführung: Capella Mariana, 4. Oktober 2015 im Rahmen der Tage neuer Kirchenmusik Bayern.
- Klangrede – Sonnengesang des Franziskus. 2015. Text: Franz von Assisi, Übersetzung: Ludger Stühlmeyer. Für Chor SATB, Violine und Orgel. Papst Franziskus zugeeignet. Autograph im Vatikan. Uraufführung: Capella Mariana, 4. Oktober 2015 im Rahmen der Tage Neuer Kirchenmusik in Bayern,[5] in: Gebaute Ökumene. Botschaft und Auftrag für das 21. Jahrhundert? Reihe Theologie im Dialog. Schnell & Steiner, Regensburg 2018, ISBN 978-3-451-38188-1, S. 297–333.
- Als Junger Mann wandert er durchs Land. 2015. Kolping-Lied für Gemeindegesang Chor SATB und Instrumentalbegleitung. Kompositionsauftrag 2015. Der Kolpingfamilie zum 150. Todestag von Adolph Kolping zugeeignet.
- Mach dich auf und geh die Wege. 2015. Text: Detlev Block. Für Chor SATB und Orgel. Uraufführung: Capella Mariana, 26. Dezember 2015.

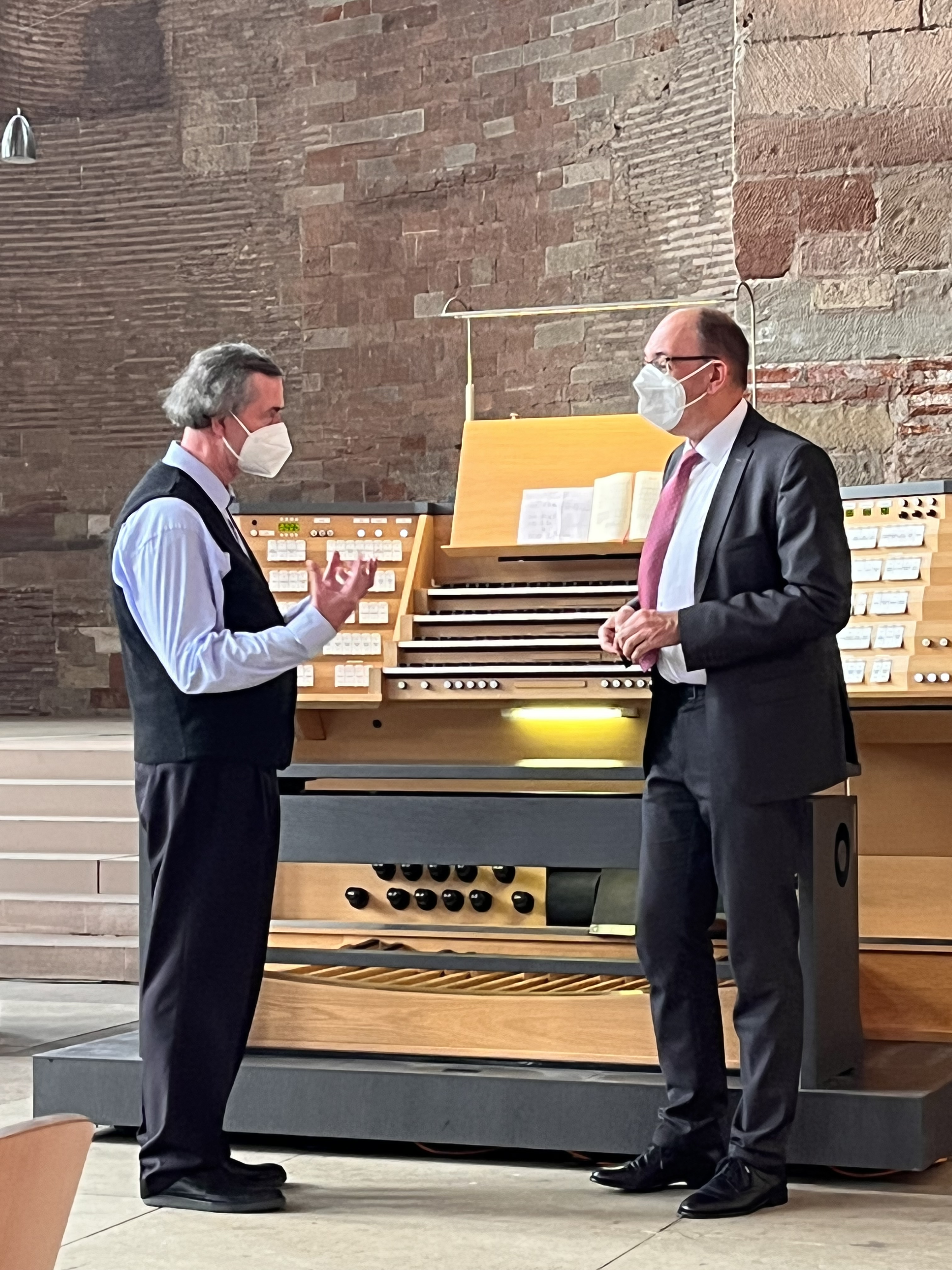
Ludger Stühlmeyer und Martin Bambauer in der Konstantinbasilika in Trier (2022)

- Brannte uns nicht das Herz. 2016. Text: Lk 24,32. Für Chor SATB, Flöte/Violine, Klavier/Orgel und Bass. Vertonung des Weihespruchs zur Diakonenweihe im Osnabrücker Dom am 16. April 2016.
- With hearts reneved. 2017. Text: Jack May. Motette für Chor SATB, Violinen und Orgel. Für den Chor der Westminster Cathedral of London.
- Den Erde, Meer und Firmament. 2017. Fassung B für Chor (SSATB) und Orgel. Erzbischof Karl Braun zum 87. Geburtstag zugeeignet. Uraufführung: Capella Mariana, 25. Dezember 2017.
- Zu den Bergen hebe ich meine Augen. 2019. Text nach Psalm 121. Für Chor (SATB) und Orgel. Uraufführung: Capella Mariana 2019.
- In Christo baptizati. 2019. Motette für Chor SATB und Orgel. Bischof Franz-Peter Tebartz-van Elst zugeeignet. Uraufführung: Capella Mariana November 2019. Mit einem Vorwort von Kardinal Paul Josef Cordes. Ries & Erler, Berlin 2019, ISMN 979-0-50254-145-3.
- Missa solemnis (Kyrie, Gloria, Graduale, Sanctus, Agnus Dei, Communio). 2019. Messe für Chor SATB, Soli SATB, Violine und Orgel.
- Caput anguli Christus. 2021. Motette für Chor (SATB), Violine und Orgel. „Njegovoj ekscelenciji nunciju nadbiskupu dr. Nikoli Eteroviću za 70. Rođendan srdačno posvećeno“.
- Veni, veni, Emmanuel. 2023. Für Chor SAM, Violine/Flöte und Orgel. Uraufführung: Stadtkirche St. Marien, Hof 11. Dezember 2023.

#### Chorsätze zu Liedern christlicher Gesangbücher
- O hilf, Christe, Gottes Sohn. 1977. Chorsatz SATB.
- Komm, Heilger Geist, der Leben schafft. 1978. Chorsatz SATB.
- Nun singe Lob du Christenheit. 1979. Chorsatz SATB.
- Nun jauchzt dem Herren, alle Welt. 1982. Chorsatz SATB.
- Nun lobet Gott im hohen Thron. 1983. Chorsatz SATB.
- O Sonn des Heiles, Jesus Christ. 1985. Chorsatz SATB, in: Bamberger Chorbuch, Bamberg 2007 Nr. 60.
- Nun freue dich, du Christenheit. 1985. Chorsatz SATB.
- Der Geist des Herrn erfüllt das All. 1985. Chorsatz SATB.
- Zieh an die Macht, du Arm des Herrn. 1985. Chorsatz SATB.
- Herr Jesu Christ, dich zu uns wend. 1986. Chorsatz SATB.
- Beim letzten Abendmahle. 1987. Chorsatz SATB.
- Gelobt sei Gott im höchsten Thron. 1987. Chorsatz SATB. Sonat-Verlag Kleinmachnow 2015, Reihe: Gemeindelied im Chor, ISMN 979-0-50254-013-5.
- Jauchzet, ihr Himmel, frohlocket. 1987. Chorsatz SATB.
- Worauf sollen wir hören. 1988. Chorsatz SATB.
- Gelobt seist du, Herr Jesu Christ. 1990. Chorsatz SATB.
- Der Mond ist aufgegangen. 1990. Chorsatz SATB.
- Meine engen Grenzen. 1994. Chorsatz SATB.
- Freu dich, du Himmelskönigin. 1996. Chorsatz SATB.
- O himmlische Frau Königin. 1997. Chorsatz SATB.
- O Herr, nimm unsre Schuld. 1999. Chorsatz SATB.
- Herr, ich bin dein Eigentum. 1999. Für Überchor SATB, Gemeinde und Orgel. Uraufführung: 31. Oktober 1999, ZDF, Konzertchor der Hofer Symphoniker, Leitung: Gottfried Hoffmann.
- Gottes Wort ist wie Licht in der Nacht. 2003. Chorsatz SATB, in: Glauben leben, Zeitschrift für Spiritualität im Alltag Heft 6., Kevelaer 2013, S. 274 und Heinrichsblatt  Nr. 49, Bamberg 3. Dezember 2017, S. 9. Der jüdischen Kultusgemeinde in Hof zugeeignet.
- Segne du, Maria. 2005. Chorsatz SATB.
- O du fröhliche. 2011. Chorsatz SATB.
- Das ist der Tag, den Gott gemacht. 2012. Chorsatz SATB, in: Heinrichsblatt Nr. 15, Bamberg 4/2012 und Sonat-Verlag Kleinmachnow 2015 ISMN 979-0-50254-006-7.
- Ihr Freunde Gottes allzugleich. 2012. Chorsatz SATB, in: Heinrichsblatt Nr. 44, Bamberg 28. Oktober 2012, S. 13.
- Nun danket alle Gott. 2012. Chorsatz SATB, in: Heinrichsblatt Nr. 40, Bamberg 30. September 2012, S. 13.
- Tauet, Himmel, den Gerechten. 2012. Chorsatz SATB, in: Heinrichsblatt Nr. 49, Bamberg 2. Dezember 2012, S. 9.
- Zu Bethlehem geboren. 2012. Chorsatz SAM, in: Heinrichsblatt Nr. 52/53, Bamberg 23. Dezember 2012, S. 14.
- Der Tag ist aufgegangen. 2013. Chorsatz SAM, in: Chorsätze zum Gotteslob, Verlag Strube, München 2014.
- O Traurigkeit, o Herzeleid. 2013. Chorsatz SATB, in: Heinrichsblatt Nr. 8, Bamberg 24. Februar 2013, S. 12.
- Des Königs Zeichen tritt hervor. 2013. Chorsatz SAM, in: Chorsätze zum Gotteslob, Verlag Strube, München 2014.
- Vom Tode heut erstanden ist. 2013. Chorsatz SATB, in: Heinrichsblatt Nr. 13, Bamberg 31. März 2013, Osterspezial S. VII.
- Gib uns Frieden jeden Tag. 2013. Chorsatz SAM, in: Chorsätze zum Gotteslob, Verlag Strube, München 2014.
- Heilig, heilig, dreimal heilig. 2013. Chorsatz SATB, in: Chorsätze zum Gotteslob, Verlag Strube, München 2014.
- Heilig, heilig, heilig ist der Herr. 2013. Chorsatz SAM, in: Chorsätze zum Gotteslob, Verlag Strube, München 2014.
- Gottes Lamm, Herr Jesu Christ. 2013. Chorsatz SAM, in: Chorsätze zum Gotteslob, Verlag Strube, München 2014.
- Die Schönste von allen. 2013. Chorsatz SAM und Orgel, in: Chorsätze zum Gotteslob, Verlag Strube, München 2014.
- Groß sein lässt meine Seele den Herrn. 2013. Chorsatz SAM, in: Chorsätze zum Gotteslob, Verlag Strube, München 2014.
- Maria, breit den Mantel aus. 2013. Chorsatz SATB.
- Herr, du bist mein leben. 2013. Chorsatz SA und Klavier/Orgel, in: Fröhlich bin ich, Herr, in dir. Passauer Kinder- und Jugendchorheft Nr. 15, Passau 2015.
- Tauet, Himmel, den Gerechten. 2013. Chorsatz SAM, in: Chorsätze zum Gotteslob, Verlag Strube, München 2014.
- Menschen, die ihr wart verloren. 2013. Chorsatz SATB, in: Heinrichsblatt Nr. 51/52, Bamberg 22. Dezember 2013, S. 14.
- Singen wir mit Fröhlichkeit. 2013. Chorsatz SAM und Soloinstrument, in: Chorsätze zum Gotteslob, Verlag Strube, München 2014.
- Wohl denen, die da wandeln. 2014. Chorsatz SATB.
- Herr, ich bin dein Eigentum. 2014. Chorsatz SAM. Für den Kirchenchor Forchheim.
- Atme in uns, Heiliger Geist. 2015. Chorsatz SA und Klavier/Orgel, in: Fröhlich bin, ich Herr, in dir, Passauer Kinder- und Jugendchorheft Nr. 8, Passau 2015.
- Was Gott tut, das ist wohlgetan. 2017. Chorsatz SATB. Papst Benedikt XVI. zum 90. Geburtstag.
- Mit Ernst, o Menschenkinder. 2018. Chorsatz für drei gleiche Stimmen. Für den Kirchenchor Forchheim.
- Preis dem Todesüberwinder. 2019. Chorsatz SATB mit durch die Stimmen wechselndem Cantus firmus (SATSBST). Text: Str. 1, 3, 5 Friedrich Gottlieb Klopstock, Str. 2, 4 Heinrich Bone. Uraufführung: 2019 Chor der Frauenkirche Dresden, Leitung: Matthias Grünert.
- Kleines Senfkorn Hoffnung. 2022. Text Alois Albrecht. Für Chor (SATB), Flöte und Orgel/Klavier.
- Ein Haus voll Glorie schauet. 2025. Doppelchor SATB+SATB. Uraufführung 29. Juni 2025.
- Großer Gott, wir loben dich. 2025. Doppelchor SATB+SATB. Uraufführung 29. Juni 2025.

#### Lieder und liturgische Gesänge

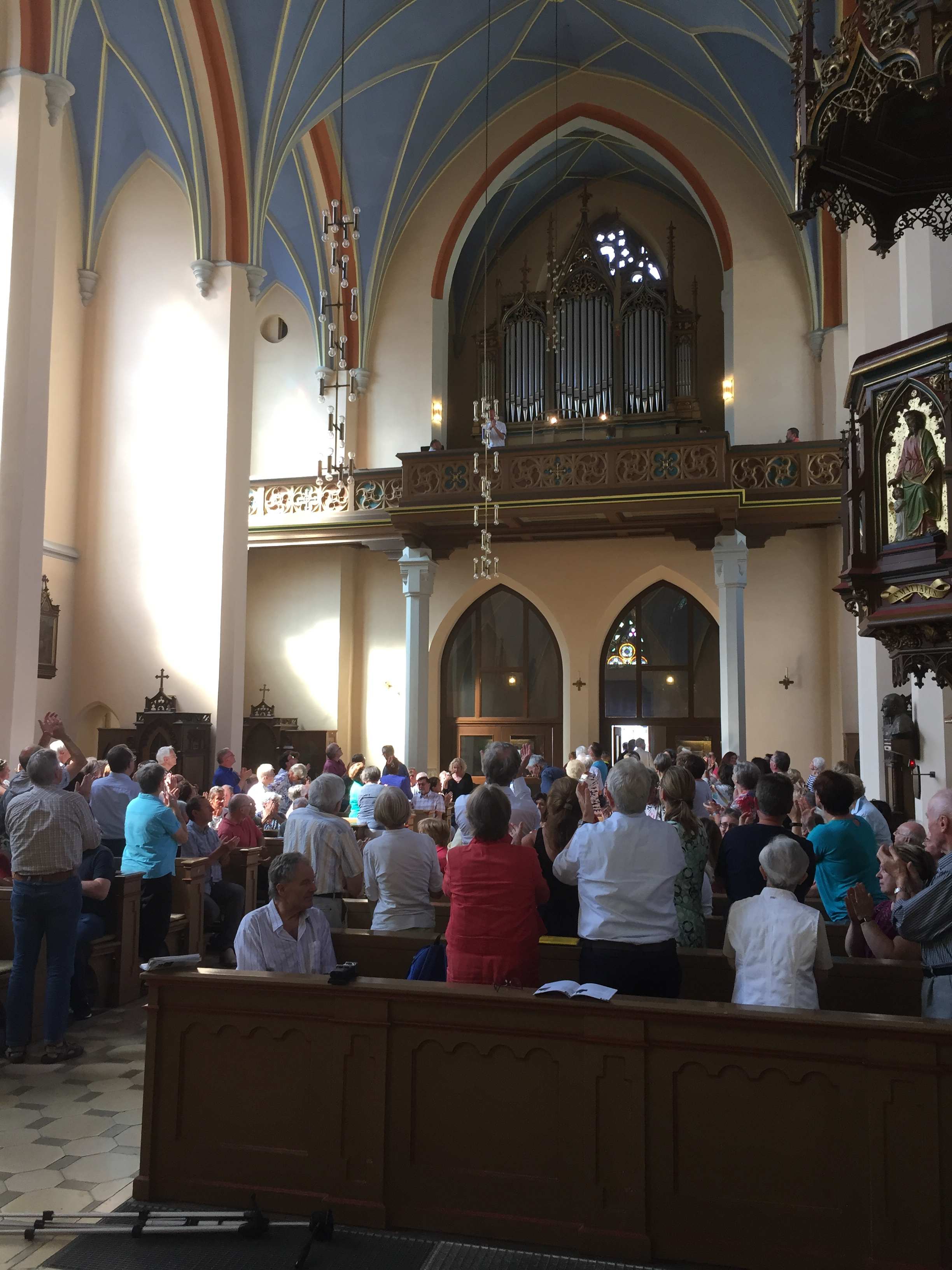
Orgelkonzert in der Stadtkirche St. Marien in Hof (2019)

- Komm, o Jesus, Gottessohn. 1989. Kinderlied.
- Kinder aus Jerusalem. 1990. Kinderlied.
- Jesus, wir folgen dir nach. 1991. Geistliches Lied, Text: Hubert Ritt.
- Ein befreiendes Lied. 1992. Lied der Befreiungstheologie, Text: Diethard Zils. Für Singstimme, Soloinstrument und Klavier/Orgel, in: Liederheft des Musikalischen Pfingsttreffens, Jugendmusikfestival im Marstall Clemenswerth.
- Sage, wo ist Betlehem. 1997. Kinderlied, Text: Rudolf Otto Wiemer. Autograph im Museum Friedrichroda (Ausstellung Otto Wiemer).
- Komm zu uns, du Heiliger Geist. 1998. Geistliches Lied.
- Als Jesus gestorben war. 1998. Kinderlied, Text: Rolf Krenzer.
- Wievielmal noch schlafen? 1998. Kinderlied, Text: Rolf Krenzer.
- Die Legende von den drei weisen Königen. 1998. Sternsingerlied, Text: Rolf Krenzer. Uraufführung: 10. Januar 1999, ZDF, Themenlied der deutschen Sternsingeraktion. Vorgestellt in: Heinrichsblatt Nr. 1, Bamberg Januar 2011, S. 13 und Das Leben singen. Verlag DeBehr, Radeberg 2011, ISBN 978-3-939241-24-9, S. 33.
- Gott, bei dir ist die Quelle des Lebens. 2002. Responsorium für den Oblationsritus der Abtei St. Hildegard (Rüdesheim am Rhein).
- Lobpreis für den Sonntag. 2002. Geistliches Lied, Text: Apostolische Konstitutionen, 3. Jh., in: Arbeitshilfe des Referates für Liturgische Bildung des Erzbistums Bamberg, Bamberg 2002.
- Hände, Füße, Lippen. 2002. Geistliches Lied, Text: Alois Albrecht.
- Wir danken Gott. 2002. Kinderlied.
- Unsere Hoffnung. 2004. Geistliches Lied, Text: Alois Albrecht. Für Singstimme, Soloinstrument und Klavier/Orgel. Uraufführung: 2. Mai 2004, deutsch-tschechischer Kulturaustausch. In: Kirche heute, Bamberg 2024, ISBN 978-3-00-077631-1, S. 137–139.
- Taktomelolied – Spaßlieder zu allen Gelegenheiten. 2005. Kinderlieder.
- Wohl dem, der seine Freude hat. 2005. Kinderlied, Text: nach Psalm 1.
- Glaubend leben im Alltag. 2007. Geistliches Lied zu Heinrich und Kunigunde anlässlich des 1000-jährigen Bamberger Bistumsjubiläum, Text: Barbara Stühlmeyer. Vorgestellt in: Kirchenmusik im Erzbistum Bamberg Nr. 44, Bamberg Juli 2007, S. 11 und Heinrichsblatt Nr. 31, Bamberg August 2007 sowie Karfunkel Nr. 144, Waldmichelbach September 2014, S. 87.
- Gott ist mein Freund. 2007. Kinderlied.
- Ich weiß eine Stadt und die wird einmal sein. 2011. Kinderlied, Text: Rolf Krenzer.
- Puer natus in Betlehem. Puer natus, Gott wird Mensch. 2011. Geistliches Lied.
- Gepriesen bist du, herrlicher Gott, für Bernhard, den seligen Priester. 2012. Geistliches Lied, Text: Alois Albrecht.
- Jesus, wer innig an dich denkt. 2012. Geistliches Lied, Text: Alois Albrecht, nach dem lateinischen Hymnus Jesu dulcis memoria.
- Du Schöpfer Geist der Leben schafft. 2013. Geistliches Lied, Text: nach dem Pfingsthymnus. Uraufführung: 29. Juni 2013, NGL-Workshop im Dekanat Hof.
- In Gottes sanfte Hände kehr’ friedvoll nun zurück. 2013. Geistliches Lied zu Begräbnisfeiern.
- Sancta Maria in Curia. 2013. Geistliches Lied. Vorgestellt im Heinrichsblatt, Andreas Kirchhof: Eine neue Hymne für St. Marien in Hof, Nr. 22, Bamberg 2. Juni 2013.
- Seht den Stern, den wir euch bringen. 2016. Sternsingerlied, Text: Peter Gerloff. Vorgestellt im Heinrichsblatt, Maria Palmer: Wegweiser wahrnehmen. Das Dreikönigslied „Seht den Stern, den wir euch bringen“ von Peter Gerloff und Ludger Stühlmeyer, Nr. 1, Bamberg 1. Januar 2017, S. 13. Uraufführung: 6. Januar 2017. In: Karfunkel. ABC der Weihnachtsbräuche, Ruth Franke: Weise, Magier, Astronomen. Die hl. drei Könige, Waldmichelbach Dezember 2018, S. 30–34, ISBN 978-3-935616-72-0.
- Gerechter unter den Völkern. 2017. Vesper zu Ehren des seligen Bernhard Lichtenberg. Mit einer Biografie und Zitaten. Geleitwort von Nuntius Eterovic. Verlag Sankt Michaelsbund, München 2017, ISBN 978-3-943135-90-9.
- Leuchten wieder Kerzen. 2017. Kinderlied.
- Ein Lied für Elisabeth. 2018. Geistliches Lied, Text: Barbara Stühlmeyer, in: Elisabeth von Thüringen. Spiritualität – Geschichte – Wirkung. Topos Plus Verlagsgemeinschaft, Kevelaer 2018, ISBN 978-3-8367-1125-8.
- Österlicher Lobpreis. 2022/23. Text Alois Albrecht (Mein Exsultet 2022). Uraufführung: St.-Elisabeth-Kirche Bamberg, Osternacht 2023.[6] In: Kirche heute, Bamberg 2024, ISBN 978-3-00-077631-1, S. 121–136.

### Bearbeitungen
- Fuga a 5 in c-Moll, BWV 562 von Johann Sebastian Bach für Orgel Solo. Fragment, eingerichtet und ergänzt (1995).
- Allegro assai aus der Sonate Nr. 2 op. 65,2 von Felix Mendelssohn Bartholdy für Orgel Solo. Fragment, eingerichtet und ergänzt, neu: Andante Recitativo als 4. von 5 Sätzen (1995).
- Sei stille dem Herrn. Arie aus dem Oratorium Elias op. 70 von Felix Mendelssohn Bartholdy. Bearbeitet für Singstimme und Orgel (2011).
- O lux beata Trintas (Canzonetta), BuxWV 216 von Dietrich Buxtehude für Orgel Solo. Fragment, eingerichtet und ergänzt (2022).

## Musikbezogene und musikwissenschaftliche Schriften

### Bücher und Schriften
- Die Orgeln der Kirchen St. Matthäus (Melle), St. Petri (Melle), St. Petrus (Gesmold), in: Uwe Pape (Hg.), Orgelatlas, Berlin 1980, ISBN 3-921140-22-6.
- Die Rolle der Musik in der religiösen Entwicklung der Menschheit unter besonderer Berücksichtigung des Juden- und Christentums. Diplomarbeit, Hochschulschrift der Hochschule für Künste Bremen, Bremen 1986.
- Neue Wege mit Musik, in: Themenhefte 7. Bergmoser + Höller, Aachen 1991, S. 40–41, ISSN 0937-8766.
- In vielen Sprachen und Tönen. Ein Streifzug durch 1000 Jahre Musik, in: Jahrbuch der Erzdiözese Bamberg 82. Jahrgang 2007, Heinrichs-Verlag, Bayerische Verlagsanstalt Bamberg 2006, S. 33–37.
- Musica semper reformanda – Musikpraxis im Erzbistum Bamberg im 19. und 20. Jahrhundert, in: Stationen der Kirchenmusik im Erzbistum Bamberg. Erzbischöfliches Ordinariat Bamberg (Hg.), Bamberg 2007, S. 55–72.
- Curia sonans. Die Musikgeschichte der Stadt Hof. Eine Studie zur Kultur Oberfrankens. Von der Gründung des Bistums Bamberg bis zur Gegenwart. Phil. Diss., Heinrichs-Verlag, Bayerische Verlagsanstalt Bamberg 2010, ISBN 978-3-89889-155-4. Gefördert durch die Friedrich-Baur-Stiftung, die Oberfrankenstiftung und die Wolfgang-Siegel-Stiftung.[7]
- Musikgeschichte, in: Kleine Geschichte der Hofer Region. Nordoberfränkischer Verein für Natur-, Geschichts- und Landeskunde (Hg.), Hof 2010, ISBN 978-3-928626-61-3, S. 333–342.
- Vom Turmbläser zum Musikdirektor, in: Jahrbuch der Erzdiözese Bamberg 86. Jahrgang 2011, Heinrichs-Verlag, Bayerische Verlagsanstalt Bamberg 2010, S. 52–55.
- Das Leben singen. Christliche Lieder und ihr Ursprung. Gemeinsam mit Barbara Stühlmeyer. Verlag DeBehr, Radeberg 2011, ISBN 978-3-939241-24-9.
- Mit Verstand und Rosenkranz – der selige Bernhard Lichtenberg, in: Jahrbuch der Erzdiözese Bamberg 88. Jahrgang 2013. Heinrichs-Verlag, Bayerische Verlagsanstalt Bamberg 2012, S. 70–74.
- Nikolaus Decius – ein Kirchenlieddichter aus Hochfranken, in: Jahrbuch der Erzdiözese Bamberg 89. Jahrgang 2014. Heinrichs-Verlag, Bamberg 2013, S. 72–76.
- Johann Valentin Rathgeber. Kantor, Komponist und Benediktiner, in: Jahrbuch des Erzbistums Bamberg 91. Jahrgang 2016. Heinrichs-Verlag, Bayerische Verlagsanstalt Bamberg 2015, S. 52–57.
- Johann Valentin Rathgeber. Leben und Werk. Gemeinsam mit Barbara Stühlmeyer. Verlag Sankt Michaelsbund, München 2016, ISBN 978-3-943135-78-7.[8] Gefördert durch die Valentin-Rathgeber-Stiftung.
- Wie Komponisten den Glauben zum Klingen bringen. Eine Zeitreise am Beispiel weihnachtlicher Musik, in: Jahrbuch des Erzbistums Bamberg 92. Jahrgang 2017. Heinrichs-Verlag, Bayerische Verlagsanstalt Bamberg 2016, S. 58–64.
- Konfessionalität und Ökumenizität – Kirchenmusik gestern und heute, in: Abbruch – Umbruch – Aufbruch. Reformation und Ökumene in Mittel- und Oberfranken. Eine Arbeitshilfe zum Lutherjahr. Bamberg Oktober 2016, ISBN 978-3-931432-39-3, S. 88–91.
- Auf den Bühnen des Mittelalters Zuhause: Walter von der Vogelweide und Wolfram von Eschenbach, in: Jahrbuch der Erzdiözese Bamberg 93. Jahrgang 2018. Heinrichs-Verlag, Bayerische Verlagsanstalt Bamberg 2017, S. 58–62.
- Wie Guido von Arezzo vor fast 1000 Jahren die Notenschrift erfand, in: Jahrbuch der Erzdiözese Bamberg 94. Jahrgang 2019. Heinrichs-Verlag, Bayerische Verlagsanstalt Bamberg 2018, S. 68–74.
- Klangrede: Sonnengesang des Franziskus – Echo oder Leitmelodie? Nachdenkliches und Hintergründiges aus der Werkstatt eines Komponisten, in: Stefan Kopp, Joachim Werz (Hg.) Gebaute Ökumene. Botschaft und Auftrag für das 21. Jahrhundert? Reihe Theologie im Dialog Band 24. Herder, Freiburg 2018, ISBN 978-3-451-38188-1, S. 297–333.
- Ruhepol und Wandlungsort – die Heinrichskapelle in Untertiefengrün, in: Jahrbuch der Erzdiözese Bamberg 95. Jahrgang 2020. Heinrichs-Verlag, Bayerische Verlagsanstalt Bamberg 2019.
- Sakralmusik als Glaubenskommunikation im Spiegel der Jahrhunderte, in: Auf Christus getauft. Neuevangelisierung – Kirchenentwicklung – Liturgie. Festschrift für S. E. Bischof Franz-Peter Tebartz-van Elst. Butzon & Bercker, Kevelaer 2019, ISBN 978-3-7666-2488-8.
- Achtsamkeit gegenüber der Würde anderer, in: Der Grönegau. Meller Jahrbuch 2020, Band 38. Herausgegeben von Fritz-Gerd Mittelstädt in Zusammenarbeit mit der Stadt Melle. Steinbacher, Osnabrück 2019, ISSN 0724-6161, S. 173–179.
- Zwischen Magie und Zeitmanagement – die Glocken, in: Jahrbuch der Erzdiözese Bamberg 96. Jahrgang 2021. Heinrichs-Verlag, Bayerische Verlagsanstalt Bamberg 2020, S. 48–57.
- Gib Frieden, Gott, zu unsrer Zeit – Klangspuren aus der Geschichte, in: Der Grönegau. Meller Jahrbuch 2023, Band 41. Herausgegeben von Fritz-Gerd Mittelstädt in Zusammenarbeit mit der Stadt Melle. Steinbacher, Osnabrück 2019, ISSN 0724-6161, S. 117–126.
- „Allein Gott in der Höh sei Ehr“ – das seit 300 Jahren in St. Petri gesungene reformatorische Gloria. Anmerkungen zu seinem Dichter und seiner Bedeutung, in: Der Grönegau. Meller Jahrbuch 2024, Band 42. Herausgegeben von Fritz-Gerd Mittelstädt in Zusammenarbeit mit der Stadt Melle, 2023, ISSN 0724-6161 S. 53–61.
- 60 Jahre als Kirchenmusiker in Melle und im Dekanat Grönenberg : Franz Stühlmeyer (1936–2024), in: Der Grönegau. Meller Jahrbuch 2024, Band 43. Herausgegeben von Fritz-Gerd Mittelstädt in Zusammenarbeit mit der Stadt Melle, 2024, ISSN 0724-6161 S. 154–160.

### Artikel und Aufsätze (Auswahl)
- Überlegungen zu einer Anthropologie des Hörens als Grundlage eines liturgiegerechten Musikverständnisses, in: Kirchenmusik im Erzbistum Bamberg Nr. 28, Periodikum des Erzbischöflichen Ordinariats, Bamberg März 2002, S. 7–10.
- Dir will ich singen und spielen – die Rolle der Musik in der Gottesbeziehung Israels, in: Kirchenmusik im Erzbistum Bamberg Nr. 29, Periodikum des Erzbischöflichen Ordinariats, Bamberg Juli 2002, S. 4–7.
- „Qualität wahren und schaffen“. Ein Interview zur Lage der Kirchenmusik mit Erzbischof Dr. Ludwig Schick, in: Musica sacra, 124. Jg. Heft 2. Bärenreiter-Verlag, Kassel 2004, ISSN 0179-356X.
- Musik und Ganzwerdung, in: Kirchenmusik im Erzbistum Bamberg Nr. 36, Periodikum des Erzbischöflichen Ordinariats, Bamberg Dezember 2004, S. 7–9.
- Zum Umgang mit musikalischen Aufführungen, in: Info Kirchenmusik, Regensburg 2004, S. 6–8.
- Praxis der Chorprobe – Arbeit mit Kindern, in: Kirchenmusik im Erzbistum Bamberg Nr. 37, Periodikum des Erzbischöflichen Ordinariats, Bamberg März 2005, S. 22–24.
- Kleine Geschichte der Orgelkunst, in: Kirchenmusik im Erzbistum Bamberg Nr. 38, Periodikum des Erzbischöflichen Ordinariats, Bamberg Juli 2005, S. 7–10 und 39, Bamberg Dezember 2005, S. 9–12.
- Forum Orgel: Wirkung von Holz auf den Klang, in: Kirchenmusik im Erzbistum Bamberg Nr. 40, Periodikum des Erzbischöflichen Ordinariats, Bamberg April 2006, S. 17–18.
- Wer singt, hat etwas zu sagen, in: Praxis gottesdienst, Liturgische Institute Trier, Salzburg, Fribourg (Hg.), Trier 7/2006, ISSN 1610-1847.
- Ad faciem – O Haupt voll Blut und Wunden. Dieterich Buxtehude, Paul Gerhardt, Hans Leo Hassler, in: Kirchenmusik im Erzbistum Bamberg Nr. 43, Periodikum des Erzbischöflichen Ordinariats, Bamberg März 2007, S. 4–5.
- Gedanken zum Organisten und Komponisten Dieterich Buxtehude, in: Kirchenmusik im Erzbistum Bamberg Nr. 45, Periodikum des Erzbischöflichen Ordinariats, Bamberg Dezember 2007, S. 4–6.
- „Christ ist erstanden.“ Eines der ältesten Kirchenlieder in deutscher Sprache, in: Heinrichsblatt – Osterspezial Nr. 15, Bamberg 12. April 2009, S. VIII.
- Canticum novum. Frank Schwemmer, Psalm 31, in: Musica sacra, 131. Jg. Heft 5. Bärenreiter-Verlag, Kassel 2011, ISSN 0179-356X, S. 335f.
- Das unglaubliche Geschenk – über den Weihnachtsintroitus "Puer natus est nobis", in: Heinrichsblatt – Weihnachtsspezial Nr. 51/52, Bamberg 18./25. Dezember 2011, S. VIII.
- Das Ohr am Puls der Zeit – der Klosterkomponist Johann Valentin Rathgeber – Fleißiger Kantorensohn mit spiraligem Studienweg, in: Musica sacra, 132. Jg. Heft 2. Bärenreiter-Verlag, Kassel 2012, ISSN 0179-356X, S. 80f.
- Christus gestern, heute und in Ewigkeit. Das Lied „Das ist der Tag, den Gott gemacht“, in: Heinrichsblatt – Osterspezial Nr. 15, Bamberg 8. April 2012, S. VI, mit Chorsatz SATB Das ist der Tag, den Gott gemacht.
- Klang-Raum Gotik – die Instrumente, in: Musica sacra, 132. Jg. Heft 4. Bärenreiter-Verlag, Kassel 2012, ISSN 0179-356X, S. 242f.
- Weg zum Leben zeigen. Liedkatechese zu Allerheiligen, in: Münchner Kirchenzeitung, München 4. November 2012.
- Orgelbau in Hof, in: Musica sacra, 133. Jg. Heft 2. Bärenreiter-Verlag, Kassel 2013, ISSN 0179-356X, S. 104f.
- Dem Geist Raum geben. Die Sequenz „Veni Sancte Spiritus“, in: Heinrichsblatt – Pfingstspezial Nr. 20, Bamberg 19. Mai 2013, S. VII.
- Zeitgenossenschaft und Unabhängigkeit. Zum Gedenken an den Berliner Komponisten Helge Jung, in: Musica sacra, 133. Jg. Heft 4. Bärenreiter-Verlag, Kassel 2013, ISSN 0179-356X, S. 226.
- Klangraum Romantik – Die Musik, in: Musica sacra, 135. Jg. Heft 3. Bärenreiter-Verlag, Kassel 2015, ISSN 0179-356X, S. 160f.
- Gott wird Mensch? Das gibt's doch gar nicht! Die Fähigkeit zu staunen und das Lied „Ich steh an deiner Krippe hier“, in: Heinrichsblatt – Weihnachtsspezial Nr. 51/52, Bamberg 24. Dezember 2015, S. VIII.
- Mühe, Arbeit, Inspiration, in: Die Tagespost Nr. 153/154, Würzburg 24. Dezember 2015, S. 9.
- Ein Gigant der Musik – zum 100. Todestag von Max Reger, in: Heinrichsblatt Nr. 19, Bamberg 8. Mai 2016, S. 9.
- Die entscheidende Frage stellen – ein Auferstehungsdialog. Die Sequenz „Victimae paschali laudes“ des Wipo von Burgund, in: Heinrichsblatt – Osterspezial Nr. 18, Bamberg 16. April 2017, S. VI.
- Von Farben und Klangwelten. Zum 25. Todestag von Olivier Messiaen, in: Heinrichsblatt Nr. 18, Bamberg 30. April 2017, S. 27.
- Priester und Musiker. Zum 450. Geburtstag von Claudio Monteverdi, in: Heinrichsblatt Nr. 22, Bamberg 28. Mai 2017, S. 30 Kultur.
- Das Spundloch öffnen oder warum man einmal im Jahr Dampf ablassen muss. Zur Geschichte der Narrenmessen, in: Heinrichsblatt Nr. 1, Bamberg 7. Januar 2018, S. 29.
- Eine Weihnachtsgeschichte zum Singen: Das Lied „Freu dich, Erd und Sternenzelt“, in: Heinrichsblatt – Weihnachtsspezial Nr. 51/52, Bamberg 23. Dezember 2018, S. VI.
- Wie klingt der Weg zum Leben? Vorschläge für die musikalische Gestaltung einer Taufe (8. September 2019, Nr. 36); Ausrichtung auf Gott. Vorschläge für die musikalische Gestaltung einer Hochzeit (15. September 2019, Nr. 37); Die Perspektive der Ewigkeit. Vorschläge für die musikalische Gestaltung einer Beerdigung (29. September 2019, Nr. 39). Dreiteilige Reihe in: Münchner Kirchenzeitung.
- Den Klang der Schöpfung hören – die Geige des Franziskus und die Glaubensmelodie, in: Heinrichsblatt Nr. 42, Bamberg 20. Oktober 2019.
- Bist du echt? – ein Plädoyer für musikalische Lebendigkeit im Gottesdienst, in: Heinrichsblatt Nr. 47, Bamberg 24. November 2019.
- Reihe „Die Orgel, Instrument des Jahres 2021“: Antike: „Die Orgel, ein Jahrtausendinstrument“; Mittelalter: „Zwei Kaiserhöfe und technikverliebte Mönche“; Gotik: „Von der Gotik zur Renaissance“; Renaissance: „Das Zeitalter der Wiedergeburt“; Barock: „Die Orgel zwischen Gebet und Ecclesia triumphans“; Klassik: „Vernunft und Empfindsamkeit“; Romantik: „Neue Systeme und Arbeitsmethoden“; Orgelbewegung: „Die Vergangenheit der Orgel ist auch ihre Zukunft“; Moderne: „Hinter die Fassade geschaut – wie baut man heute eine Orgel“, in: Heinrichsblatt, Bamberg, 2021/22.